# 幻想旅行記
『幻想旅行記』（げんそうりょこうき）は、玉置伸吾のオリジナル・アルバム。

## 概要
セルフプロデュースによるアルバム。
風景描写をテーマとした楽曲群はオルタナティヴ、ニューエイジ、ボサノヴァ、アンビエント、民族音楽などを取り込んだテイストに仕上げている。

## 収録曲
特記以外全作曲/編曲：玉置伸吾
1. Blue Blue World
スキャット：ロザリア
2. Your Green Eyes
3. 珊瑚礁の彼方へ
スキャット：ロザリア/フィリス
4. 入江の音楽隊
5. Kiss The Sky
スキャット：ラクシュミー
6. LUCY
7. KYOTO
8. ETENDANCE
縦笛ソロ：大和武光
9. KAMORE!
奄美民謡
補作詞/作曲・歌：Peco/Hacchan
編曲：Hacchan/玉置伸吾
10. はるのうた
作詞：Peco
作曲：Hacchan
編曲：玉置伸吾
歌：Peco/Hacchan